# LHS 3154
LHS 3154 — одиночная звезда в созвездии Геркулеса на расстоянии приблизительно 52 световых лет (около 15,8 парсек) от Солнца. Визуальная звёздная величина звезды — +17,65m. Возраст звезды определён как около 5 млрд лет.
Вокруг звезды обращается, как минимум, одна планета.

## Характеристики
LHS 3154 — красный карлик спектрального класса M6,5V. Масса — около 0,112 солнечной, радиус — около 0,141 солнечного, светимость — около 0,00093 солнечной. Эффективная температура — около 2882 K.

## Планетная система
В 2023 году группой астрономов было объявлено об открытии планеты LHS 3154 b.